# 沃洛恰耶夫卡戰役
沃洛恰耶夫卡戰役（俄语：Волочаевская операция）是俄國內戰末期遠東陣線的一場重要戰役，1922年2月10日至12日發生於阿穆爾鐵路的沃洛恰耶夫卡站（今屬猶太自治州斯米多维奇区），地處哈巴羅夫斯克郊外。
由瓦西里·布柳赫尔指揮的遠東共和國人民革命軍擊敗了由维克托林·莫尔恰诺夫領導的反革命白軍部隊。